# Alexandre Dolmatov
Pour les articles homonymes, voir Dolmatov.
 (février 2013).
Si vous disposez d'ouvrages ou d'articles de référence ou si vous connaissez des sites web de qualité traitant du thème abordé ici, merci de compléter l'article en donnant les références utiles à sa vérifiabilité et en les liant à la section « Notes et références ».
Alexandre Iourievitch Dolmatov (en russe : Александр Юрьевич Долматов), né le 12 septembre 1976 et mort le 17 janvier 2013 à Rotterdam, est un opposant russe, militant du parti non officiel L'Autre Russie et membre de l’ancien Parti national-bolchévique. En tant que membre de l’opposition, il prend part aux actions de protestation du 6 mai 2012 sur la place Bolotnaïa. Il met fin à ses jours le 17 janvier 2013 dans un centre de rétention pour demandeurs d'asile à Rotterdam.

## Biographie
Alexandre Dolmatov a travaillé pour le compte de la société Tactical Missiles Corporation (en).

## Activisme politique et civique
Alexandre Dolmatov a été membre du parti national-bolchévique jusqu’à son interdiction. Il rejoint par la suite le parti non officiel L'Autre Russie et prend part à plusieurs actions de protestation.

## Stratégie 31
Dès 2010, il est lié aux manifestations dites « Stratégie 31 » qui ont lieu tous les 31 du mois pour revendiquer le droit de la liberté de réunion garantie par l’article 31 de la Constitution de la fédération de Russie.

## Marche des millions
Alexandre Dolmatov est arrêté le 6 mai 2012 lors de la marche des millions à Moscou pour insoumission aux forces de l’ordre. À l’instar d’autres manifestants, il passe près de 36 heures en détention dans le commissariat de Taganskoïe. Une fois relâché, il porte plainte contre les services spéciaux qui l’auraient suivi et menacé.
Le 10 juin, il s'envole pour les Pays-Bas après une escale à Kiev. Trois jours plus tard, il introduit une demande d’asile en tant que réfugié politique sur le territoire néerlandais, qui lui est refusée.

## Décès
Le 17 janvier 2013, Alexandre Dolmatov est retrouvé pendu dans sa cellule au sein d’un centre de rétention pour demandeurs d’asile à Rotterdam. C’est le service de rapatriement et de déportation néerlandais qui communique l'information à l’ambassade de la fédération de Russie à La Haye.
Le 3 février 2013, son corps est rapatrié à Moscou et le 6 février un office des morts rassemble près de 30 personnes, dont Sergueï Oudaltsov et Edouard Limonov.
Une enquête est ouverte aux Pays-Bas. D’après le secrétaire de presse du ministre néerlandais de la Justice, les résultats de l’enquête seront transmis au ministre adjoint de la Justice.

## Réactions et opinions

### Réactions de ses proches et de ses amis
La mère d’Alexandre Dolmatov, Lioudmila Doronina, a prié la reine des Pays-Bas d’ouvrir une enquête indépendante pour élucider les circonstances exactes de la mort de son fils. Elle ne croit pas à l’hypothèse du suicide.

### Réactions de l’opposition
Le 18 janvier, les militants du parti L'Autre Russie se rassemblent à Moscou et Saint-Pétersbourg à la mémoire d’Alexandre Dolmatov devant le consulat et l’ambassade des Pays-Bas.
L’opposition rejette la responsabilité de la mort de Dolmatov sur les autorités russes.
Le parti L'Autre Russie a proposé d’épauler la mère de Dolmatov.

### Réactions de ses avocats
Ses avocats entendent interpeller la Cour européenne des droits de l'homme à l’encontre des autorités néerlandaises. Ils estiment que le décès de Dolmatov est dû à son emprisonnement illégal.

### Réactions du gouvernement russe
Le ministre des Affaires étrangères russe exige qu’une enquête multilatérale et immédiate soit menée.

### Réactions du gouvernement néerlandais
Le ministre de l’ambassade du Royaume des Pays-Bas, Onno Elderenbosch, a déclaré que le gouvernement néerlandais ne voyait aucun lien direct entre la mort de Dolmatov et le rejet de sa demande d’asile politique dans le pays.
La reine Béatrice des Pays-Bas a qualifié sa mort de « grande tragédie » et de « cas complexe ».